# Beesley Island
Beesley Island är en ö i Australien. Den ligger i delstaten Queensland, omkring 2 000 kilometer nordväst om delstatshuvudstaden Brisbane. Beesley Island ligger tillsammans med Baird Island på revet Beesley-Baird Reef.